# Дунхад мак Мурхадо
Дунхад мак Мурхадо (др.‑ирл. Dúnchad mac Murchado; погиб в 728) — король Лейнстера (727—728) из рода Уи Дунлайнге.

## Биография
Дунхад был одним из сыновей правителя Лейнстера Мурхада мак Брайна. Ещё при жизни отца, в декабре 722 года, Дунхад участвовал в битве при Алмайне. В этом сражении лейнстерцы во главе с Мурхадом мак Брайном, Дунхадом и правителем Уи Хеннселайг (Южного Лейнстера) Аэдом мак Колггеном одержали решительную победу над войском верховного короля Ирландии Фергала мак Маэл Дуйна.
Предполагается, что после смерти короля Мурхада мак Брайна, скончавшегося в 727 году, в Лейнстере началась междоусобица, в которую были вовлечены многие местные правители. Во время этой войны Дунхад мак Мурхадо разбил в сражении при Майстиу (современном Муллагмасте) войско правителя Уи Хеннселайг (Южного Лейнстера) Лайдкнена мак Кона Меллы. Его противник пал на поле боя. На основании текста «Анналов Ульстера», называющих это событие «битвой между двумя Лейнстерами», делается вывод, что Дунхад участвовал в конфликте ещё не как монарх всего королевства, а только как правитель Уи Дунлайнге (Северного Лейнстера). Однако эта победа позволила Дунхаду унаследовать после отца как власть над Уи Дунлайнге, так и титул короля Лейнстера. В это же время младший брат короля Дунхада, Фаэлан мак Мурхадо, в сражении вблизи Байренна (или Инис-Брегайна) одержал победу над войском Этерскела мак Келлайга из рода Уи Майл и Конгала мак Брайна.
Однако уже в 728 году Дунхад мак Мурхадо и его союзник, король Осрайге Келлах мак Фэлхайр, потерпели поражение в сражении при Айленне (в графстве Килдэр), воюя с Фаэланом мак Мурхадо. Правители Лейнстера и Осрайге смогли спастись бегством с поля боя, но уже через неделю король Дунхад скончался от полученных в сражении ран. Фаэлан же получил власть над Лейнстером. Переход престола к новому правителю был скреплён его женитьбой на вдове погибшего брата Тайлефлайт (или Туалат), дочери короля Мунстера Катала мак Фингуйне.
От брака с Тайлефлайт король Дунхад мак Мурхадо имел сына Келлаха, также как и его отец бывшего правителем Лейнстера. Потомки Дунхада в средневековье были известны как септ Уи Дунхада. Их резиденция находилась в Лиамайне (современном Лайонс-Хилле). В нормандскую эпоху истории Ирландии к Дунхаду возводили своё происхождение члены семьи Фиц-Дермот.